# Бандо (одежда)

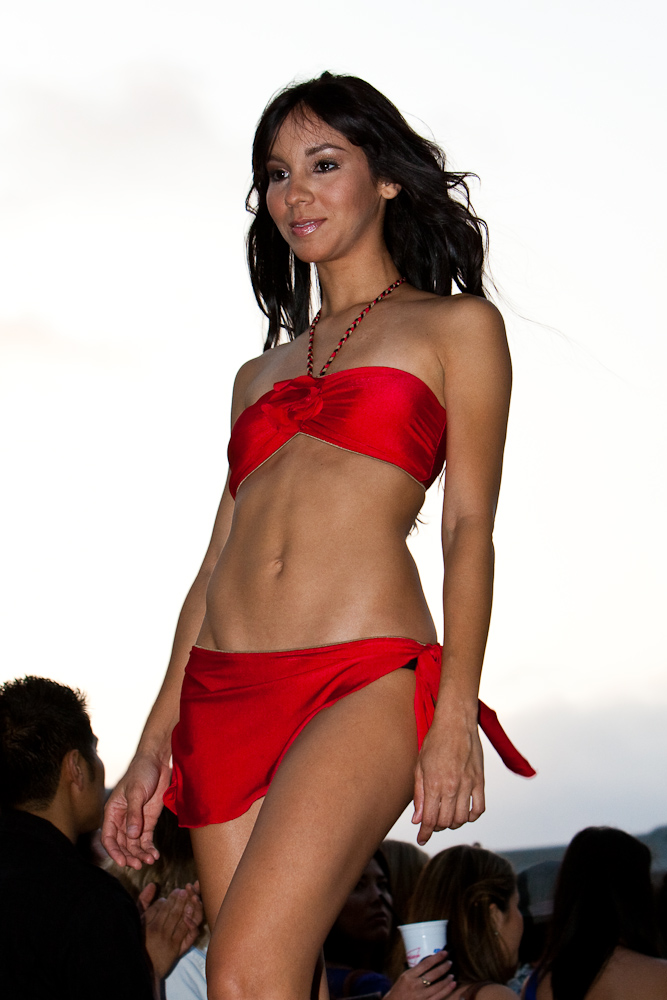
Купальник-бандокини

Бандо́ (фр. bandeau от bande — «лента») — элемент женской одежды, состоящий из широкой полоски ткани, надетой вокруг верхней части туловища (в первой половине XX ст. словом bandeau называлась лента для волос или часть головного убора в виде широкой ленты). Похож на топ-тубус, но несколько уже.

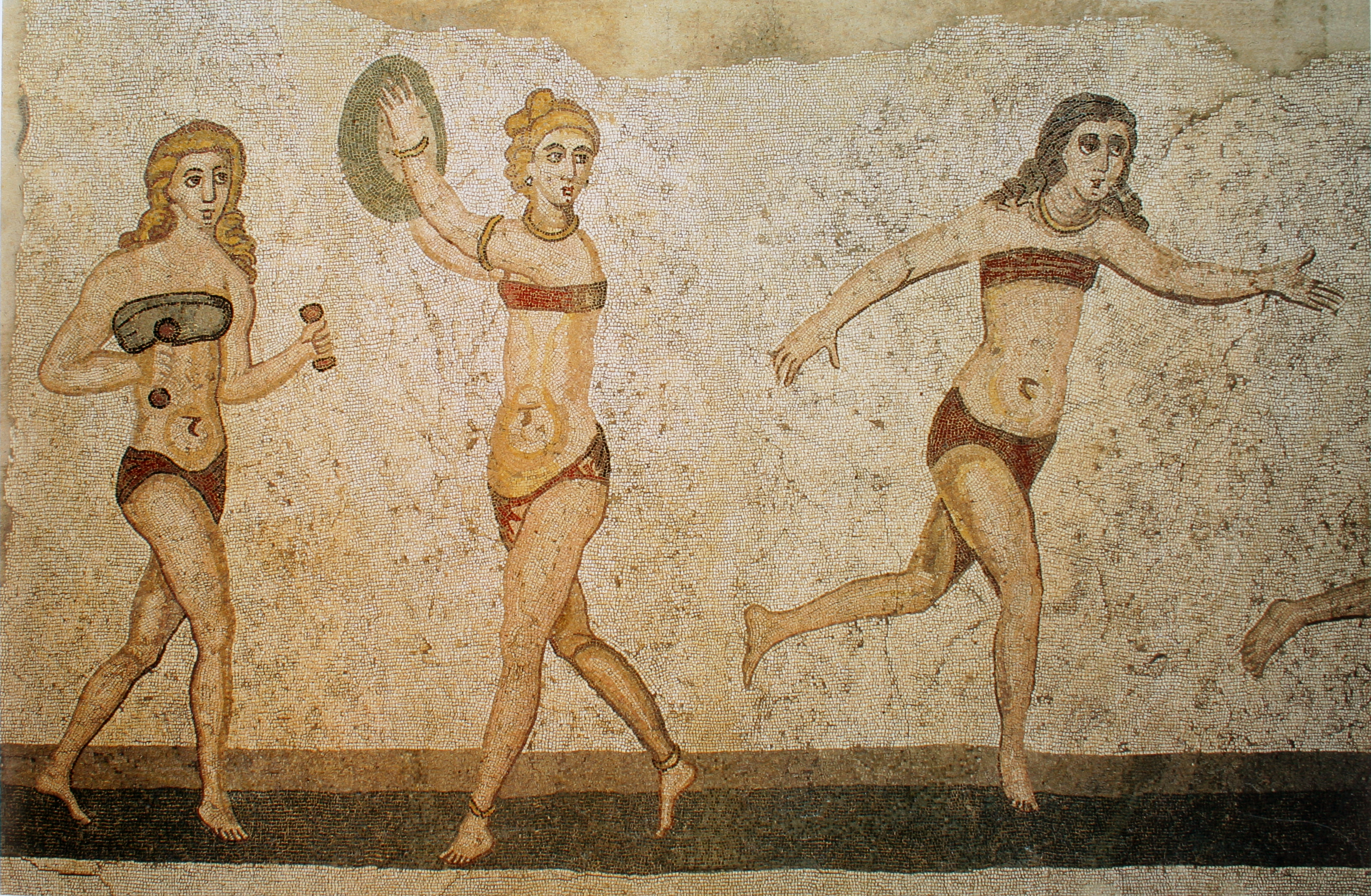
Мозаика в Вилла дель Казале, Сицилия (286—305 н. е.)

Античные варианты бандо — древнегреческий строфион (также известный как аподесмос, стетодесме, мастодесмос, мастодетон) и древнеримский строфиум. Они представляли собой полоску шерстяной или льняной ткани, которая обвязывалась вокруг груди и закреплялась на спине.
Археолог Джеймс Малларт описывал одну из находок в Чатал-Хююк, Анатолия, датированную временем энеолита (около 5600 до н. е.): С двумя леопардами была изображена богиня-мать в нагрудной повязке.

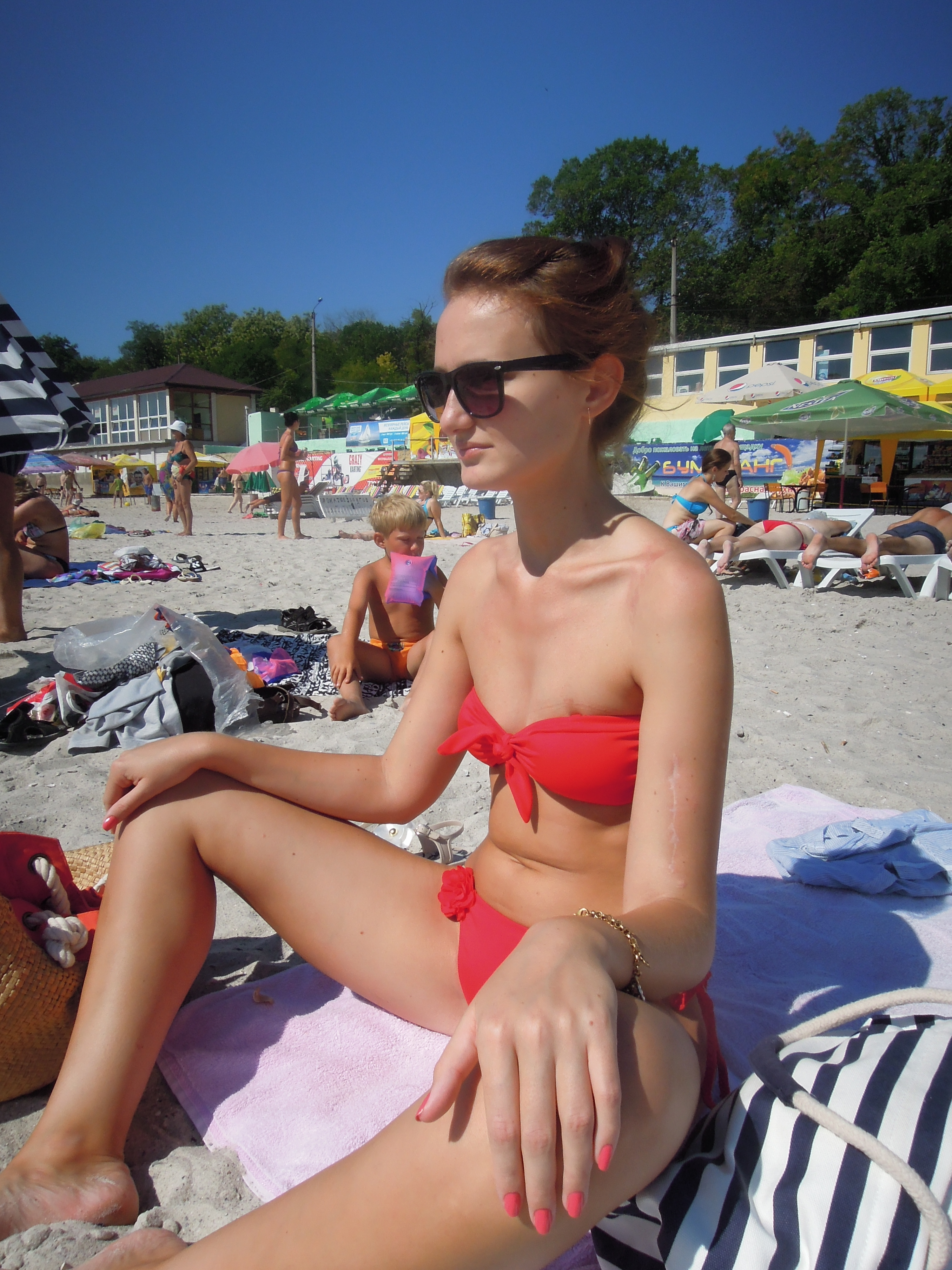
Купальник-бандокини на пляже в Одессе

Бандо используется как верхняя часть купальника с 1940-х годов. В 1950-х годах в бандо появилась вшитая основа, призванная подчёркивать (или корректировать) очертания фигуры, очень простой формы — кольца или широкой ленты. Популярность бандо как купальника упала с приходом бикини на тонких завязках, но интерес к ним вернулся в 1980-е годы. Для пошива стала использоваться лайкра и другие растягивающиеся композитные ткани; боковые крепления, V-образная деталь в центре, широкие кольца и сама лента могут иметь разнообразный дизайн. Купальный костюм с бандо вместо обычного верха иногда называется «бандокини» (англ. bandeaukini или «бандини» (bandini).
Бретели в бандо отсутствуют (хотя могут быть дополнительным аксессуаром), крепление осуществляется как спереди, так и сзади, а в случае использования эластичных материалов можно обойтись вообще без завязок.

### Элемент официального костюма
Актриса Хэлли Берри надела бандо с одностильными брюками на церемонии MTV Video Music Award, положив начало ношению бандо как внезапный наряд. Майли Сайрус тоже носила бандо с укороченными брюками с завышенной талией на церемонии VMA Awards −2014, а Джордан Данн — бандо с длинной юбкой. Брюки, которые носят с бандо, имеют высокую талию и закрывают участок пупка.